# Caitlin Wachs
Caitlin Elizabeth Wachs (Eugene, Oregón, 15 de marzo de 1989) es una actriz estadounidense. Ella actuó junto a Ally Walker y Robert Davi en Profiler. Interpretó a la hija del presidente, Rebecca Calloway, en la serie Commander in Chief.

## Vida personal
Wachs nació en Eugene, Oregón, de Patrice, una diseñadora gráfica, y Allan Wachs, un productor de vídeos musicales. Vive en Los Ángeles, California, con sus padres y su hermano, Whitman, que nació en 2000.

## Filmografía
| Año  | Título                                 | Papel             | Notas                                       |
| ---- | -------------------------------------- | ----------------- | ------------------------------------------- |
| 1999 | Shiloh 2: Shiloh Season                | Dara Lynn Preston |                                             |
| 2000 | My Dog Skip                            | Rivers Applewhite |                                             |
| 2000 | The Next Best Thing                    | Rachel            |                                             |
| 2000 | Phantom of the Megaplex                | Karen Riley       | Película original de Disney Channel         |
| 2000 | Air Bud: World Pup                     | Andrea Framm      | Directa a video                             |
| 2000 | Thirteen Days                          | Kathy O'Donnell   |                                             |
| 2002 | Air Bud: Seventh Inning Fetch          | Andrea Framm      | Directa a video                             |
| 2002 | Divine Secrets of the Ya-Ya Sisterhood | Joven Vivi Walker |                                             |
| 2003 | Inspector Gadget 2                     | Penny             | Secuela directa a video de Inspector Gadget |
| 2005 | Kids in America                        | Katie Carmichael  |                                             |
| 2008 | The Legend of Bloody Mary              | Mary Worth        |                                             |
| 2009 | Endless Bummer                         | Anne              |                                             |
| 2010 | Privileged                             | Jill              |                                             |
| 2010 | Beneath the Blue                       | Alyssa            |                                             |
| 2013 | National Lampoon Presents: Surf Party  | Anne              |                                             |
| 2014 | The Hungover Games                     | Carrie aka Sustos |                                             |

| Año       | Título                                  | Papel                   | Notas                                           |
| --------- | --------------------------------------- | ----------------------- | ----------------------------------------------- |
| 1992      | Days of Our Lives                       | Jeannie Donovan         |                                                 |
| 1995      | The Fresh Prince of Bel-Air             | Penny Jillette          | "Save the Last Trance for Me" (temp. 5: ep. 21) |
| 1995      | The Bold and the Beautiful              | Bridget Forrester       | 2 episodios                                     |
| 1996      | Race Against Time: The Search for Sarah | Amy                     | Película para televisión                        |
| 1996      | Shattered Mind                          | Molly                   | Película para televisión                        |
| 1996–1998 | Profiler                                | Chloe Waters            | Elenco principal; 41 episodios                  |
| 1997      | Early Edition                           | Annie Anderson          | "Home" (temp. 2: ep. 1)                         |
| 1998      | To Have & to Hold                       | Anna McGrail            | Elenco recurrente; 7 episodios                  |
| 1999      | The Pretender                           | Faith Parker            | "At the Hour of Our Death" (temp. 3: ep. 14)    |
| 1999      | Popular                                 | Young Brooke McQueen    | "Slumber Party Massacre" (temp. 1: ep. 5)       |
| 2000      | Judging Amy                             | Grace Frame             | "The Wee Hours" (temp. 1: ep. 16)               |
| 2000      | Shasta McNasty                          | Chloe                   | "Play Dead, Clown" (temp. 1: ep. 21)            |
| 2002–2003 | Family Affair                           | Sigourney "Sissy" Davis | Elenco principal; 15 episodios                  |
| 2004      | Cracking Up                             | Chloe Shackleton        | Elenco principal; 6 episodios                   |
| 2005      | I Married a Princess                    | Ella misma              | "Malibu Charity Bash" (temp. 1: ep. 2)          |
| 2005–2006 | Commander in Chief                      | Rebecca Calloway        | Elenco principal; 18 episodios                  |
| 2006      | Shark                                   | Cat Crosby              | "Love Triangle" (temp. 1: ep. 8)                |
| 2006      | Masters of Horror                       | Angelique Burcell       | "Pro-Life" (temp. 2: ep. 5)                     |